# Svarthuvad taggstjärt
Svarthuvad taggstjärt (Synallaxis tithys) är en fågel i familjen ugnfåglar inom ordningen tättingar.

## Utseende och läte
Svarthuvad taggstjärt är en 14,5 cm lång mörkgrå ugnfågel med rostrött på vingen. Den är mörkgrå på huvud och hals, i ansiktet svart. Ryggen är olivgrå, liksom övergumpen, med bjärt kanelröda vingtäckare och sotfärgad stjärt. Strupen är svart med ett vitt strupsidestreck. Resten av undersidan är grå, ljustast mitt på buken. Sången består av en något stigande drill som upprepas.

## Utbredning och systematik
Fågeln förekommer från arida tropiska sydvästra Ecuador till nordvästligaste Peru (Tumbes). Den behandlas som monotypisk, det vill säga att den inte delas in i några underarter.

## Status och hot
Svartstrupig taggstjärt har en liten världspopulation bestående av uppskattningsvis endast 2 500–10 000 vuxna individer. Den tros också minska i antal till följd av habitatförlust. Den är därför upptagen på internationella naturvårdsunionen IUCN:s röda lista över hotade arter, kategoriserad som sårbar (VU).